# إسلاموية
الإسلاموية مصطلح سياسي وإعلامي وأكاديمي استخدم لتوصيف حركات تغيير سياسية تؤمن بالإسلام باعتباره «نظاما سياسيا للحكم»، ويستخدم هذا المصطلح من قبل المجموعات السياسية المناوئة للإسلاميين. ويمكن تعريفه كمجموعة من الأفكار والأهداف السياسية النابعة من الشريعة الإسلامية التي يستخدمها مجموعة «المسلمين الأصوليين» الذين يؤمنون بأن الإسلام «ليس عبارة عن ديانة فقط وإنما عبارة عن نظام سياسي واجتماعي وقانوني واقتصادي يصلح لبناء مؤسسات دولة». وتعتبر دول مثل السعودية ونظام طالبان في أفغانستان والسودان، والصومال أمثلة عن هذا المشروع، مع ملاحظة أنهم يرفضون مصطلح إسلام سياسي ويستخدمون عوضا عنه الحكم بالشريعة أو الحاكمية الإلهية.
يتهم خصوم الحركات الإسلامية هذه الحركات بأنها «تحاول بطريقة أو بأخرى الوصول إلى الحكم والاستفراد به، وبناء دولة دينية ثيوقراطية وتطبيق رؤيتها للشريعة الإسلامية». وتلقى فكرة تطبيق الشريعة الإسلامية بحذافيرها في السياسة عدم قبول من التيارات الليبرالية أو الحركات العلمانية، فهي تريد بناء دول علمانية محايدة دينياً، وأن تكون مسألة اتباع الشريعة الإسلامية أو غيرها من الشرائع شأنا خاصا بكل فرد في المجتمع لا تتدخل فيه الدولة.
ورغم الانتقادات والحملات الأمنية ضدها تمكنت حركات الإسلام السياسي من التحول إلى قوة سياسية معارضة في بعض بلدان غرب آسيا وبعض دول شمال أفريقيا.
كما نجحت بعض الأحزاب الإسلامية في الوصول للحكم في بعض الدول العربية مؤخرا مثل حركة حماس في فلسطين في 2006 م، وحزب الحرية والعدالة التابع لجماعة الإخوان المسلمين في مصر في 2012 م، وحركة النهضة في تونس، وحزب العدالة والتنمية في المغرب. إلا أن هذه النجاحات لم تخلو من تراجعات، حيث حدث انقلابا عسكريا في مصر في 2013 م، ونأت حركة النهضة عن المشاركة في الحكومة في تونس.

## مصطلح الإسلام السياسي
بعد أحداث 11 سبتمبر 2001 وجه الإعلام العالمي اهتمامه نحو الحركات السياسية التي توصف «بالإسلامية»، وحدث في هذه الفترة الحرجة نوع من الفوضى في التحليل أدى بشكل أو بآخر إلى عدم التمييز بين الإسلام كدين وبين مجاميع معينة تتخد من بعض الاجتهادات في تفسير وتطبيق الشريعة الإسلامية مرتكزاً لها. وعدم التركيز هذا أدى إلى انتشار بعض المفاهيم التي لا تزال آثارها شاخصة لحد هذا اليوم من تعميم يستخدمه أقلية في العالم الغربي تجاه العالم الإسلامي بكونها تشكل خطراً على الأسلوب الغربي في الحياة والتعامل.
يعتبر مصطلح الإسلام الأصولي (بالإنجليزية: Islamic Fundamentalism) من أول المصطلحات التي تم استعمالها لوصف ما يسمى اليوم «إسلام سياسي» حيث عقد في سبتمبر عام 1994 م مؤتمر عالمي في واشنطن في الولايات المتحدة باسم «خطر الإسلام الأصولي على شمال أفريقيا» وكان المؤتمر عن السودان وما وصفه المؤتمر بمحاولة إيران نشر «الثورة الإسلامية» إلى أفريقيا عن طريق السودان  بعد ذلك تدريجياً وفي التسعينيات وفي خضم الأحداث الداخلية في الجزائر تم استبدال هذا المصطلح بمصطلح «الإسلاميون المتطرفون» واستقرت التسمية بعد أحداث 11 سبتمبر 2001 على الإسلام السياسي. لكن هذا لا يعني أن مصطلح «الإسلام السياسي» لم يكن آنذاك متداولا، إذ يعد الأستاذ الجامعي الفرنسي ورئيس برنامج الدراسات الشرق أوسطية والمتوسطية في معهد الدراسات السياسية بفرنسا جيل كيبل من الباحثين الأوائل الذين استعملوا هذا المصطلح. وكان ذلك في سنة 1983، في إطار عرضه لأطروحة «حركات الإسلام السياسي في مصر أنور السادات» بمدرسة الدراسات العليا للعلوم الاجتماعية. وقد استعمل وصف «حركات الإسلام السياسي» للدلالة على الحركات الإسلامية التي تصبو إلى جعل الإسلام أساس التنظيم السياسي للمجتمع.
يعتقد معظم المحللين السياسيين الغربيين أن نشوء ظاهرة الإسلام السياسي يرجع إلى المستوى الاقتصادي المتدني لمعظم الدول في العالم الإسلامي حيث بدأت منذ الأربعينيات بعض الحركات الاشتراكية في بعض الدول الإسلامية تحت تأثير الفكر الشيوعي كمحاولة لرفع المستوى الاقتصادي والاجتماعي للأفراد ولكن انهيار الاتحاد السوفيتي خلف فراغا فكريا في مجال محاولة الإصلاح الاقتصادي والاجتماعي، ويرى المحللون أنه من هنا انطلقت الأفكار التي ادعت بأن تفسير التخلف والتردي في المستوى الاقتصادي والاجتماعي يعود إلى «ابتعاد المسلمين عن التطبيق الصحيح لنصوص الشريعة الإسلامية وتأثر حكوماتهم بالسياسة الغربية»  ولعبت القضية الفلسطينية والصراع العربي الإسرائيلي واحتلال إسرائيل للضفة الغربية وقطاع غزة كل هذه الأحداث وتزامنها مع الثورة الإسلامية في إيران وحرب الخليج الثانية مهدت الساحة لنشوء فكرة أن السياسة الغربية «مجحفة وغير عادلة تجاه المسلمين وتستخدم مفهوم الكيل بمكيالين».
يرى بعض المحللين الأمريكيين في شؤون الإسلام مثل روبرت سبينسر المعادي للإسلام أنه "لايوجد فرق بين الإسلام والإسلام السياسي وأنه من الغير المنطقي الفصل بينهما فالإسلام بنظره يحمل في مبادئه أهدافاً سياسية" وقال سبينسر ما نصه "ان الإسلام ليس مجرد دين للمسلمين وانما هو طريقة وأسلوب للحياة وفيه تعليمات وأوامر من أبسط الأفعال كالأكل والشرب إلى الأمور الروحية الأكثر تعقيداً كما يقول.

## بدايات الإسلام السياسي
بالرغم من وجود دول في التاريخ كانت تستند في إدارتها الداخلية والخارجية وتوجهاتها السياسية إلى الشريعة الإسلامية ولكن حركة الإسلام السياسي بمفهومه الحديث بدأت بعد انهيار الدولة العثمانية عقب الحرب العالمية الأولى وقيام مصطفى كمال أتاتورك بتأسيس جمهورية تركيا على النمط الأوروبي وإلغائه لمفهوم الخلافة الإسلامية في تاريخ 3 مارس من عام 1924م وعدم الاعتماد على الشريعة الإسلامية من المؤسسة التشريعية وقام أيضاً بحملة تصفية ضد كثير من رموز الدين والمحافظين. وبدأت الأفكار التي مفادها «أن تطبيق الشريعة الإسلامية في تراجع وأن هناك نكسة في العالم الإسلامي بالانتشار» وخاصة بعد وقوع العديد من الدول الإسلامية تحت انتداب الدول الغربية المنتصرة في الحرب العالمية الأولى. واعتبر البعض نشوء الحركة القومية العربية على يد القوميون العرب وجمال عبد الناصر وحزب البعث العربي الاشتراكي النكسة الثانية للإسلام في العصر الحديث.

## حركات الإسلام السياسي

### الوهابية
جاءت الدعوة الوهابية بالمنهج السلفي بهدف تنقية عقائد المسلمين والتخلص من العادات والممارسات التعبدية التي انتشرت في بلاد الإسلام وتراها الوهابية مخالفة لجوهر الإسلام التوحيدي مثل التوسل والتبرك بالقبور وبالأولياء والبدع بكافة أشكالها. ويصفها أتباعها بأنها دعوة إلى الأمر بالمعروف والنهى عن المنكر بالحكمة والموعظة الحسنه والرجوع إلى الإسلام الصافي وهو طريقة السلف الصالح في اتباع القرآن والسنة  الاعتماد المباشر على النص من القرآن والسنة وأقوال السلف الصالح وإجماع العلماء.

### حركة ديوباندي في الهند
نشأت حركة ديوباندي في الهند علي غرار منهج محمد بن عبد الوهاب النجدي على يد مجموعة من علماء ديوبند وانتشرت في جنوب آسيا وكانت الحركة تتخذ من الفقه الإسلامي حسب المذهب الحنفي محوراً مركزياً لها وتم بناء مدرسة دار علوم ديوباند في القرية عام 1866 م وقامت المدرسة بتدريس مايعتبره العالم الغربي بالمفهوم الحديث الإسلام السياسي ويمكن تلخيص مبادئ هذه الحركة بالتالي: توحيد الله، اتباع سنة رسول الإسلام محمد بن عبد الله في كل صغيرة وكبيرة، حب الصحابة، تقليد واتباع أقدم مدارس الفقه أو الشريعة الإسلامية، الجهاد في سبيل الله.
كان لهذه المدرسة الأثر الأكبر في نشوء حركة طالبان فيما بعد. كان مؤسس الحركة سيد أحمد خان يشعر بالقلق من كون المسلمين أقلية في الهند وكمواجهة للمد البريطاني في الهند نصح اتباعه بتقبل الثقافة الغربية بصورة محدودة مع عدم الانفتاح الكامل على الغرب وكان يخطط لإنشاء مؤسسة تعليمية ضخمة توازي في ضخامتها جامعة كامبريدج وقام باصدار صحيفة باسم "تهذيب الأخلاق" وتدريجياً نشأت خلافات بينه وبين الهندوس من جهة والسلطات البريطانية من جهة أخرى وعندما بدأت بوادر الأزمة في عام 1876 م نتيجة إصرار الهندوس على اعتبار اللغة الهندية لغة رسمية بدلاً من لغة أردو عندها صرح أحمد خان أنه كان ولفترة طويلة يعتقد أن المسلمين والهندوس هم أمة واحدة ولكنه مقتنع الآن أن هناك خلافات جذرية تمنعهما من أن يكونا أمة واحدة". بالرغم من أن حركة سيد أحمد خان لم تكن مسلحة ولم تتسم بطابع العنف إلا أن آثار وأفكار هذه المدرسة كانت لها دوراً كبيراً في نشوء دولة باكستان وحركة طالبان فيما بعد.

### حركة الشيخ أبو الأعلى المودودي
يعتبر سيد أبو الأعلى المودودي (1903 - 1979) من الشخصيات الدينية البارزة في تاريخ باكستان وكان المودودي متأثراً بحركة ديوباندي في الهند. نادى المودودي بإقامة دولة إسلامية يتم فيها تطبيق للشريعة الإسلامية وفي عام 1941 م أنشأ المودودي مجموعة «جماعتِ إسلامی» أي الجماعة الإسلامية وكانت عبارة عن حركة إسلامية سياسية وسيطرت هذه الحركة في الوقت الحاضر على 53 مقعد من المقاعد البرلمانية البالغة عددها 272 في البرلمان الباكستاني.[بحاجة لمصدر] ويؤمن بعض المؤرخين بأن سيد قطب الذي ينتمي لحركة الاخوان المسلمين قد تأثر بأفكار المودودي ويعتبر قطب والمودودي من مؤسسي تيار ما يسميه البعض «الصحوة الإسلامية».
تعرض المودودي إلى الاعتقال بسبب انتقاداته الشديدة والمتكررة للسياسيين في باكستان من عدم اعتمادهم على الشريعة الإسلامية في رسم سياسة الدولة. من عام 1956 م إلى عام 1974 م قام المودودي بمجموعة من الرحلات لنشر أفكاره على شكل محاضرات في القاهرة ودمشق وعمان ومكة والمدينة وجدة والكويت والرباط وإسطنبول ولندن ونيويورك وتورونتو.[بحاجة لمصدر]

### الإخوان المسلمون
طبقاً لمواثيق جماعة الاخوان المسلمين فإنهم يهدفون إلى الإصلاح السياسي والاجتماعي والاقتصادي من منظور إسلامي شامل في مصر وكذلك في الدول العربية التي يتواجد فيها الاخوان المسلمون مثل الأردن والكويت وفلسطين كما أن الجماعة لها دور في دعم عدد من الحركات الجهادية التي تعتبرها حركات مقاومة في الوطن العربي والعالم الإسلامي ضد كافة أنواع الاستعمار أو التدّخل الأجنبي، مثل حركة حماس في فلسطين، وحماس العراق في العراق وحركة مجتمع السلم في الجزائر وقوات الفجر في لبنان  وتسعى الجماعة في سبيل الإصلاح الذي تنشده إلى تكوين الفرد المسلم والأسرة المسلمة والمجتمع المسلم، ثم الحكومة الإسلامية، فالدولة فأستاذية العالم وفقاً للأسس الحضارية للإسلام عن طريق منظورهم. وشعار الجماعة «الله غايتنا، والرسول قدوتنا، والقرآن دستورنا، والجهاد سبيلنا، والموت في سبيل الله اسمي أمانينا».

### حركات الجهاد الإسلامي
أدى اعتقال سيد قطب وتنفيذ حكم الإعدام فيه مع 7 آخرين في فجر الاثنين 29 اغسطس عام 1966م إلى نشوء نوع من بوادر الانقسام في حركة الإخوان المسلمين حيث استمرت قيادة الجماعة متمثلة في حسن الهضيبي في انتهاج نهج معتدل يدعو إلى الحوار  بينما بدأت بعض الفصائل التي تتبنى تغييرات جذرية في الخطوط العريضة للحركة بالظهور وكان محركهم الرئيسي الكتابات الأخيرة التي كتبها سيد قطب من المعتقل قبل إعدامه ومهدت هذه الأحداث الطريق إلى نشوء حركة الجهاد الإسلامي في مصر في أواخر السبعينيات والتي تبنت مسؤوليتها عن اغتيال الرئيس المصري السابق محمد أنور السادات وحاولت اغتيال وزير الداخلية المصري حسن الألفي ورئيس الوزراء عاطف صدقي في عام 1993 م.
كما تعتبر حركة الجهاد الإسلامي في مصر مسؤولة عن تفجير السفارة المصرية في باكستان العام 1995 م وسفارة الولايات المتحدة في ألبانيا عام 1998 م. وكان أيمن الظواهري زعيمًا لحركة الجهاد الإسلامي في مصر في الثمانينيات ولكنه انضم إلى القاعدة فيما بعد. بعد نشوء هذه الحركة في مصر ظهرت حركة الجهاد الإسلامي في فلسطين وكانت معارضة لمنظمة التحرير الفلسطينية وزعيمها ياسر عرفات.

### حزب التحرير
حزب التحرير هو الحزب الإسلامي الوحيد الذي يعمل على استئناف حياة إسلامية في ظل دولة خلافة إسلامية يكون الإسلام فيها هو المبدأ الوحيد الذي يطبق كنظام سياسي واقتصادي واجتماعي كذلك فهو الحزب المبدئي الوحيد الذي لم يغير من أفكاره ومبادئه منذ انشائه عام 1953 م وما زال متمسكاُ بأفكاره ومبادئه التي ترفض فكرة التدرج في تطبيق أحكام الإسلام وكذلك الانخراط في الأنظمة السياسية الكافرة أو الغير إسلامية للوصول للحكم بما انزل الله عن طريق خلافة إسلامية، وهو يسير على طريق محمد في اقامة الخلافة، وذلك استناداً إلى أحكام الشريعة الإسلامية.

## الصدام مع الأنظمة
قامت العديد من حركات الإسلام السياسي باعلان التمرد المسلح ضد عدد من الأنظمة العربية مثل ما حدث في سوريا بين 1979 و 1982 الذي انتهى بمجزرة حماة وفي الجزائر أيضا بين 1992 و2002 والذي عرف باسم العشرية السوداء.
توجد جماعات أخرى لا زالت تطالب بها مثل جماعة الإخوان المسلمين في مصر وغيرها، ولكنها تعاني من المنع والضغط والانتقادات من قبل الحكومات العربية التي تعتبر أن سيطرة مثل هذه الجماعات على الدولة يخل بموازين العدالة والحرية والديموقراطية.

## أحداث مؤثرة

### بعد الثورة الإسلامية في إيران
شهد ما يسمى بحركات الإسلام السياسي من قبل البعض أو ما يسمى بالصحوة الإسلامية من قبل البعض الآخر نشاطاً في الثمانينيات والتسعينيات ويعتقد معظم المحللين السياسيين أن هناك عوامل عديدة ساهمت في هذا النشاط منها فشل حركات القوميون العرب والتيار الشيوعي من تحقيق أي تقدم ملموس في الواقع الاقتصادي المتردي في كثير من الدول العربية إضافة إلى قيام الجمهورية الإسلامية في إيران والتدخل السوفيتي في أفغانستان وصعود محمد ضياء الحق إلى السلطة في باكستان وحرب الخليج الثانية، كل هذه العوامل مجتمعة مع التوتر في علاقة السعودية مع إيران وخاصة بعد فشل مساعي السعودية من الحد من انتشار الفكر الإيراني بعد اعتمادها على صدام حسين وحرب الخليج الأولى، أدى هذا إلى اعتماد السعودية إستراتيجية بديلة في منافستها مع إيران ألا وهي الدعم المالي للمدارس الإسلامية القريبة من تفكير السعودية إضافة إلى الدعم المالي للمجاميع الإسلامية في البوسنة والهرسك وأفغانستان.
في التسعينيات أخذت حركات الإسلام السياسي طابعاً عنيفاً في الجزائر، فلسطين، السودان ونيجيريا وكان الحدث الأكبر في هذه الفترة هو صعود حركة طالبان إلى الحكم في أفغانستان مما أدى بصورة عملية إلى تشكيل كيان جغرافي وسياسي وجد الكثير ممن يُوصفون باتباع منهج الإسلام السياسي «ملاذاً ونقطة انطلاق فيها» ومن أبرزهم تنظيم القاعدة بزعامة أسامة بن لادن. وفي تركيا فاز حزب العدالة والتنمية ذو التوجه الإسلامي المحافظ بزعامة رجب طيب أردوغان بأغلبية مقاعد البرلمان في تركيا في عام 2002 م.

### بعد 11 سبتمبر 2001
بعد أحداث 11 سبتمبر 2001 حاولت الإدارة الأمريكية بقيادة الرئيس الأمريكي جورج بوش ايجاد طريقة للحد من انتشار ما يسمى الإسلام السياسي.[بحاجة لمصدر] فقامت الولايات المتحدة بإعلان الحرب على الإرهاب المثير للجدل الذي يرى البعض أنه بطريقة أو بأخرى أدى إلى زيادة انتشار فكر الإسلام السياسي حيث انتشرت هذه الأفكار في دول كانت تتبع في السابق منهجاً علمانياً مثل العراق حيث بدأت أفكار الإسلام السياسي بالظهور بعد غزو العراق في عام 2003 م وبدأ الملف الشيشاني مع الاتحاد الروسي يأخذ طابعاً أكثر عنفاً. ورأى الرئيس الأمريكي جورج بوش أن الإصلاح الاقتصادي في العالم الإسلامي يعتبر عاملاً مهماً في الانتصار على ما سماه الحرب على الإرهاب ولكن هذا الإصلاح بدى بطيئاً جداً في ساحات الحرب على الإرهاب في أفغانستان والعراق.

### بعد الثورات العربية
أدت الثورات العربية إلي انتشار الدعوة إلي تطبيق الشريعة الإسلامية وكذلك إقامة الخلافة الإسلامية، وكذلك تم السماح بإنشاء بعض الأحزاب الإسلامية كما حدث في مصر مثل: حزب الحرية والعدالة، وشاركت بعض الحركات الإسلامية في الحكم مثل: حركة النهضة في تونس، وحزب العدالة والتنمية في المغرب، وحزب العدالة والبناء في ليبيا، ولكن لم تتمكن هذه الأحزاب من تطبيق الشريعة الإسلامية.

#### مصر

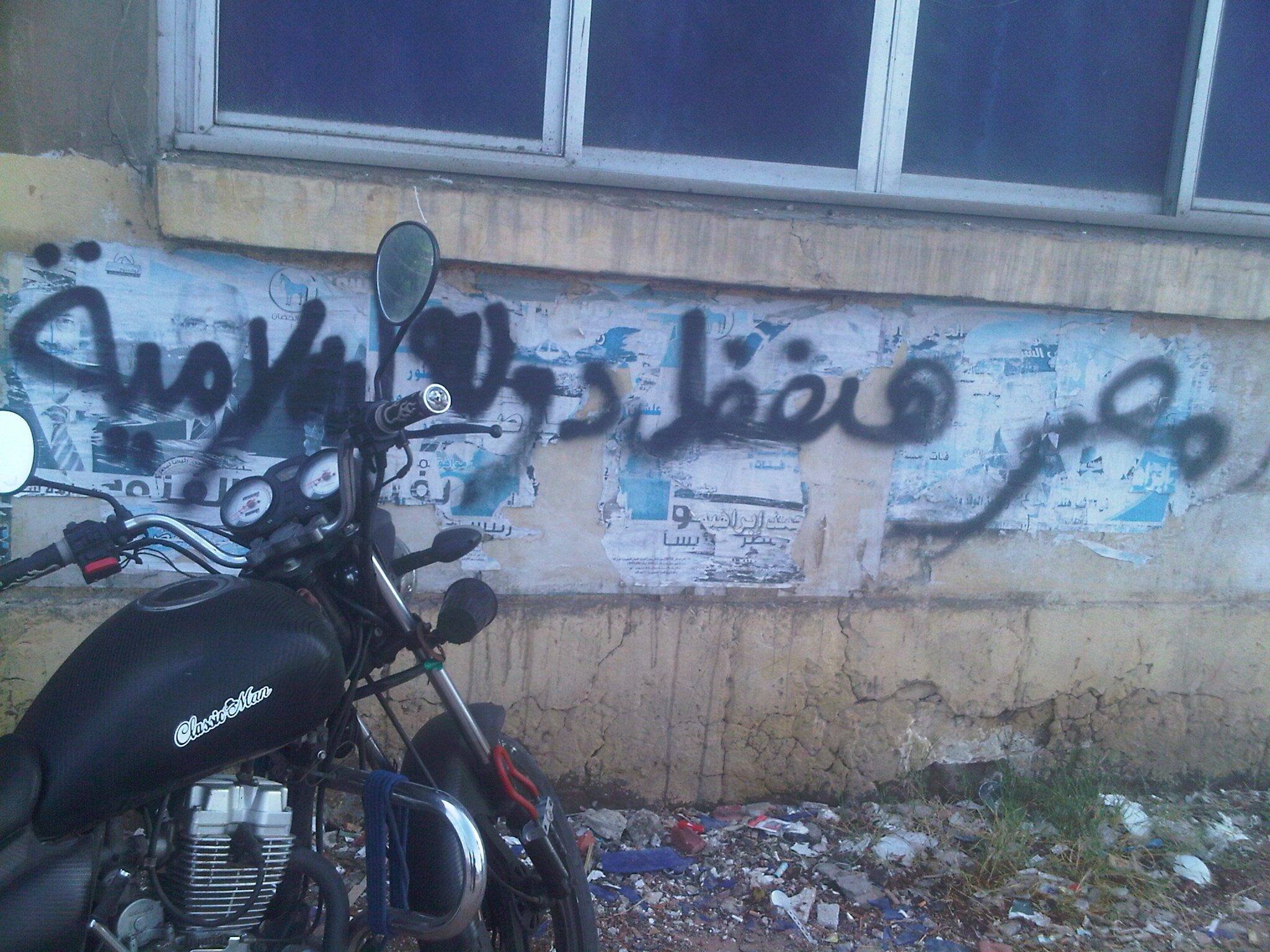
«مصر هتفضل دولة إسلامية» - مرشوشة على جدار في بورسعيد.

تأسست العديد من الأحزاب الإسلامية في مصر، فقامت جماعة الإخوان المسلمين بتأسيس حزب الحرية والعدالة، وقامت الدعوة السلفية بالإسكندرية (المدرسة السلفية سابقاً) بتأسيس حزب النور، وتكونت أحزاب أخرى مثل حزب الأصالة (سلفية قطبية) وحزب البناء والتنمية (الجماعة إسلامية في مصر)، حصلت هذه الأحزاب علي غالبية مقاعد البرلمان  بينما امتنعت السلفية الجامية عن المشاركة السياسية، ثم قضت المحكمة الدستورية العليا يوم الخميس 14 يونيو 2012 بحل المجلس، واعتبرته جماعة الإخوان المسلمين حكمًا مسيسًا، ثم تقدم عدة مرشحين إسلاميين لإنتخابات الرئاسة مثل: حازم صلاح أبو إسماعيل وخيرت الشاطرو قامت لجنة الانتخابات باستبعادهما من السباق، ودخل السباق من الإسلاميين كلًا من محمد مرسي وعبد المنعم أبو الفتوح ومحمد سليم العوا، وفاز الدكتور محمد مرسي بالرئاسة  ، بعد عام من حكمه أطيح به في انقلاب 3 يوليو 2013 ، وقام أنصاره بالاعتصام في ميدان رابعة العدوية وكذلك ميدان النهضة، ثم تم فض اعتصامي رابعة العدوية والنهضة، واعتبر البعض ومنهم جورج كتن أن ذلك يعتبر فشل تطبيق الشريعة عن طريق الديمقراطية.

#### سوريا
جاءت الحرب الأهلية السورية فجعلت كل الحركات الإسلامية في سوريا حركات جهادية أو حركات مسلحة، وتشكلت العديد من الفصائل المسلحة التي تدعو إلي تطبيق الشريعة الإسلامية مثل: أحرار الشام وصقور الشام ولواء التوحيد وجند الشام، وكذلك المجموعات الجهادية مثل: جبهة النصرة والدولة الإسلامية في العراق والشام، وظهر في سوريا لأول مرة القتال بين فرعين من تنظيم القاعدة 

## الليبرالية الإسلامية
هناك العديد من الحركات التي توصف بانها «حركات الإسلام الاجتهادي» أو «حركات الإسلام التقدمي» التي تعتمد على الاجتهاد أو تفسير جديد أو عصري لنصوص القرأن والحديث النبوي ويرى هذا التيار بانهم يحاولون الرجوع إلى «المبادئ الأساسية للإسلام». يمكن تلخيص المحاور الرئيسية لهذا التيار بالنقاط التالية: استقلاية الفرد في تفسير القرآن والحديث، التحليل الأكاديمي للنصوص والاللهم الإسلامية المحافظة، انفتاح أكثر مقارنة بالتيار المحافظ وخاصة في مسائل العادات وطريقة اللبس والهندام، التساوي الكامل بين الذكر والأنثى في جميع أوجه الحياة، اللجوء إلى أستعمال الفطرة إضافة إلى الاجتهاد في تحديد الخطأ من الصواب.
ترجع بدايات هذا التيار إلى اختلاط المسلمين مع العالم الغربي من خلال موجات الهجرة.[بحاجة لمصدر] ويرى هذا التيار أن التطبيق الحرفي لكل ما ورد من نصوص إسلامية قد يكون صعباً جداً إن لم يكن مستحيلاً في ظروف متغيرات العصر الحديث. وهذا التيار لا يؤمن بصلاحية أية جهة باصدار فتوى ويؤمن هذا التيار بحق المرأة في تسلم مناصب سياسية ومعظم من في هذا التيار يحاولون فصل السياسة عن الدين ويفضلون مبدأ اللاعنف. يرى التيار المحافظ في الإسلام أن مصطلح "مسلم ليبرالي" هو "صنيعة غربية" ولا يوجد على أرض الواقع مثل هذه التسمية وأن من يحملون هذه الأفكار قد "ابتعدوا عن المبادئ الأساسية لدين الإسلام بسبب تأثرهم بالعالم الغربي.

### الإسلام السياسي في تركيا كنموذج
يرى بعض المحللين أن مشاريع الإسلام السياسي قد فشلت في طرح أسلوبها ما أن وصلت للحكم ويشير الكاتب فرج العشة في كتابه «نهاية الأصولية ومستقبل الإسلام السياسي» كيف أن جماعات الإسلام السياسي المسلحة استخدمت شعارات محاربة فساد الدولة والاستبداد إلى استخدام ممارسات العنف والإجرام ضد الدولة ومواطنيها. كما أشار إلى أن فوز حزب العدالة والتنمية في تركيا والذي يصنف على أنه من جماعات الإسلام السياسي ماهو «الا اعلانا مدويا عن نهاية الإسلام السياسي وليس انتصارا ساحقا له» مشيرا إلى أن زعيم الحزب رجب طيب أردوغان قد انقلب على الأيديولوجيا التقليديا السابقة للحزب، بسبب تأثره بكتابات المفكر الإسلامي التونسي الشيخ راشد الغنوشي كون الحزب يمارس السياسة حسب المسار العلماني كما أن برنامجه الانتخابي سياسي صرف يفصل الدين عن السياسة وأن ذلك لايعني فصل الدين عن المجتمع، لدرجة أن عبد الله غول الرئيس التركي وهو نائب أردوغان في الحزب اعترض على تسميتهم بالإسلاميين وقال «لا تسمونا إسلاميين. نحن حزب أوروبي محافظ حديث لا نعترض إذا وصفنا بأننا ديمقراطيون مسلمون على غرار الديمقراطيين المسيحيين في البلدان الأوروبية الأخرى».

## وصلات خارجية
- الإسلام السياسي: التسمية والحكم، إسلام أون لاين، 4 ديسمبر 2006 م
- مصطلح: الإسلام السياسي، صيد الفوائد
- كتاب: في النظام الاسلامى السياسى، د. محمد عمارة
- Liberal Democracy and Political Islam: The Search for Common Ground